# Алпско скијање на Зимским олимпијским играма 2010 — суперкомбинација за мушкарце
Такмичење у суперкомбинацији у мушкој конкуренцији на Олимпијским играма у Ванкуверу 2010. одржало се на стази „Дејв Мари“ у Вислер Криксију, (Британска Колумбија). Такмичење је било заказано за 16. фебруар, али је одложено због померања свих ранијих такмичења и проблема са снегом првих дана Игара. Одржано је пет дана касније, 21. фебруара. Учествовала су 52 такмичара из 22 земље.
Ово су прве Игре на којима је одржана суперкомбинација у данашњем облику, уместо досадашње алпске комбинације. Разлика имеђу ових дисциплина је та што се алпска комбинација састојала од спуста и две трке слалома које су се одржавале у два дана, а суперкомбинација се одржава 1 дан, и састоји се од спуста који се вози пре подне и једне трке слалома у поподневним часовима. Нови систем такмичења даје мању предност специјалистима за слалом, што је раније био случај.

## Карактеристике стазе
| Датум :21. фебруар 2010 Стаза за спуст Локално време: 9:30 Стаза: „Дејв Мари“ Старт: 1.678 м, Циљ: 825 м Висинска разлика: 853 м, Дужина стазе:3.105 м Стазу поставио: Helmuth Schmalzl Италија, 41 капија | Стаза за слалом Локално време: 12:15 Стаза:Нижи „Дејв Мари“ Старт: 1.005 м, Циљ: 805 м Висинска разлика: 200 м, Дужина стазе: м Стазу поставио: Анте Костелић Хрватска, 69 капија |

## Земље учеснице
| - Аустрија (3) - Андора (2) - Аргентина (1) - Бугарска (1) - Канада (4) - Хрватска (3) - Чешка (4) - Финска (1) | - Француска (4) - Италија (4) - Казахстан (1) - Летонија (1) - Немачка (1) - Норвешка (4) - Русија (2) | - Сједињене Америчке Државе (4) - Словачка (1) - Словенија (2) - Швајцарска (4) - Шпанија (1) - Шведска (2) - Уједињено Краљевство (1) |

- У загради се налази број спортиста који се такмиче за ту земљу

## Победници
- Златни Боди Милер  Сједињене Државе
- Сребрни Ивица Костелић  Хрватска
- Бронзани Силван Цурбриген {{subst:АУТ}}

## Резултати
| Плас. | Ст. бр. | Име                              | Држава                    | Спуст        | Плас.        | Слалом                   | Плас.                    | Укупно                   | Заостатак                |
| ----- | ------- | -------------------------------- | ------------------------- | ------------ | ------------ | ------------------------ | ------------------------ | ------------------------ | ------------------------ |
|       | 20      | Боди Милер                       | Сједињене Америчке Државе | 1:53,91      | 7            | 51,01                    | 3                        | 2:44,92                  |                          |
|       | 22      | Ивица Костелић                   | Хрватска                  | 1:54,20      | 9            | 51,05                    | 6                        | 2:45,25                  | +0,33                    |
|       | 16      | Силван Цурбриген                 | Швајцарска                | 1:53,88      | 6            | 51,44                    | 10                       | 2:45,32                  | +0,40                    |
| 04    | 17      | Карло Јанка                      | Швајцарска                | 1:53,65      | 3            | 51,89                    | 12                       | 2:45,54                  | +0,62                    |
| 05    | 3       | Тед Лигети                       | Сједињене Америчке Државе | 1:55,06      | 15           | 50,76                    | 1                        | 2:45,82                  | +0,90                    |
| 06    | 21      | Бенјамин Рајх                    | Аустрија                  | 1:54.70      | 12           | 51,43                    | 9                        | 2:46,13                  | +1,21                    |
| 07    | 9       | Ондржеј Банк                     | Чешка                     | 1:55,17      | 16           | 51,02                    | 4                        | 2:46,19                  | +1,27                    |
| 08    | 8       | Кристоф Инерхофер                | Италија                   | 1:54,55      | 10           | 51,90                    | 13                       | 2:46,45                  | +1,53                    |
| 09    | 12      | Ћетил Јансруд                    | Норвешка                  | 1:55,44      | 18           | 51,06                    | 7                        | 2:46,50                  | +1,58                    |
| 10    | 33      | Will Brandenburg                 | Сједињене Америчке Државе | 1:56,28      | 27           | 50,78                    | 2                        | 2:47,06                  | +2,14                    |
| 11    | 6       | Ендру Вајбрект                   | Сједињене Америчке Државе | 1:55,23      | 17           | 52.35                    | 19                       | 2:47,58                  | +2,66                    |
| 12    | 26      | Адријен Тео                      | Француска                 | 1:55,05      | 14           | 52,92                    | 24                       | 2:47,97                  | +3,05                    |
| 13    | 29      | Доминик Парис                    | Италија                   | 1:53,54      | 2            | 54,45                    | 29                       | 2:47,99                  | +3,07                    |
| 14    | 15      | Сандро Вилета                    | Швајцарска                | 1:55,72      | 21           | 52,47                    | 20                       | 2:48,19                  | +3,27                    |
| 15    | 4       | Ryan Semple                      | Канада                    | 1:56,13      | 26           | 52,13                    | 16                       | 2:48,26                  | +3,34                    |
| 16    | 24      | Маркус Ларсон                    | Шведска                   | 1:56,51      | 30           | 51,79                    | 11                       | 2:48,30                  | +3,38                    |
| 17    | 25      | Криштоф Кризл                    | Чешка                     | 1:56,06      | 23           | 52,25                    | 18                       | 2:48,31                  | +3,39                    |
| 18    | 11      | Жилијен Лизеру                   | Француска                 | 1:57,18      | 5            | 51,18                    | 8                        | 2:48,36                  | +3,44                    |
| 19    | 7       | Томас Мермијо Блонден            | Француска                 | 1:56,50      | 29           | 52,12                    | 15                       | 2:48,62                  | +3,70                    |
| 20    | 18      | Натко Зрнчић-Дим                 | Хрватска                  | 1:54,87      | 13           | 53,99                    | 27                       | 2:48,86                  | +3,94                    |
| 21    | 28      | Александар Хорошилов             | Русија                    | 1:56,77      | 34           | 52,51                    | 21                       | 2:49,28                  | +4,36                    |
| 22    | 38      | Трулс Ове Карлсен                | Норвешка                  | 1:57,32      | 37           | 51,99                    | 14                       | 2:49,31                  | +4,39                    |
| 23    | 45      | Степан Зујев                     | Русија                    | 1:57,23      | 36           | 52,52                    | 22                       | 2:49,75                  | +4,83                    |
| 24    | 23      | Штефан Кеплер                    | Немачка                   | 1:56,09      | 24           | 53,70                    | 25                       | 2:49,79                  | +4,87                    |
| 25    | 40      | Руђер Видоса                     | Андора                    | 1:57,48      | 38           | 52,85                    | 23                       | 2:50,33                  | +5.41                    |
| 26    | 48      | Мајкл Џеник                      | Канада                    | 1:59.75      | 43           | 51,02                    | 4                        | 2:50,77                  | +5,85                    |
| 27    | 32      | Андреј Јерман                    | Словенија                 | 1:56,03      | 22           | 54,81                    | 31                       | 2:50,84                  | +5,92                    |
| 28    | 41      | Филип Трејбал                    | Чешка                     | 1:58,62      | 41           | 52,23                    | 17                       | 2:50,85                  | +5,93                    |
| 29    | 36      | Едвард Дрејк                     | Уједињено Краљевство      | 1:56,63      | 33           | 54,28                    | 28                       | 2:50,91                  | +5,99                    |
| 30    | 35      | Louis-Pierre Hélie               | Канада                    | 1:56,58      | 31           | 55,00                    | 32                       | 2:51,58                  | +6,66                    |
| 31    | 34      | Мартин Враблик                   | Чешка                     | 1:58,54      | 40           | 53,92                    | 26                       | 2:52,46                  | +7,54                    |
| 32    | 43      | Tyler Nella                      | Канада                    | 1:56.60      | 32           | 56,05                    | 33                       | 2:52,65                  | +7,73                    |
| 33    | 49      | Игор Закурдајев                  | Казахстан                 | 1:58,95      | 42           | 57,25                    | 34                       | 2:56,20                  | +11,28                   |
| 34    | 51      | Стефан Георгијев                 | Бугарска                  | 2:02,77      | 46           | 54,64                    | 30                       | 2:57,41                  | +12,49                   |
|       | 31      | Георг Штрајтбергер               | Аустрија                  | 1:55,55      | 20           | Није стартовао у слалому | Није стартовао у слалому | Није стартовао у слалому | Није стартовао у слалому |
|       | 1       | Петер Фил                        | Италија                   | 1:54,15      | 8            | Није завршио             | Није завршио             | Није завршио             | Није завршио             |
|       | 2       | Ханс Олсон                       | Шведска                   | 1:53,83      | 5            | Није завршио             | Није завршио             | Није завршио             | Није завршио             |
|       | 10      | Дидије Дефаго                    | Швајцарска                | 1:53,69      | 4            | Није завршио             | Није завршио             | Није завршио             | Није завршио             |
|       | 13      | Аксел Лунд Свиндал               | Норвешка                  | 1:53,15      | 1            | Није завршио             | Није завршио             | Није завршио             | Није завршио             |
|       | 14      | Манфред Мелг                     | Италија                   | 1:58,29      | 39           | Није завршио             | Није завршио             | Није завршио             | Није завршио             |
|       | 27      | Андреј Шпорн                     | Словенија                 | 1:54,56      | 11           | Није завршио             | Није завршио             | Није завршио             | Није завршио             |
|       | 30      | Ларс Елтон Мире                  | Норвешка                  | 1:55,44      | 18           | Није завршио             | Није завршио             | Није завршио             | Није завршио             |
|       | 39      | Андреј Крижај                    | Словенија                 | 1:56,48      | 28           | Није завршио}            | Није завршио}            | Није завршио}            | Није завршио}            |
|       | 42      | Андреас Ромар                    | Финска                    | 2:00,89      | 45           | Није завршио             | Није завршио             | Није завршио             | Није завршио             |
|       | 44      | Феран Тера                       | Шпанија                   | 1:56,12      | 25           | Није завршио             | Није завршио             | Није завршио             | Није завршио             |
|       | 46      | Кристијан Хавијер Симари Биркнер | Аргентина                 | 2:00,58      | 44           | Није завршио             | Није завршио             | Није завршио             | Није завршио             |
|       | 5       | Жоан Кларе                       | Француска                 | Није завршио | Није завршио | Није завршио             | Није завршио             | Није завршио             | Није завршио             |
|       | 19      | Ромед Бауман                     | Аустрија                  | Није завршио | Није завршио | Није завршио             | Није завршио             | Није завршио             | Није завршио             |
|       | 37      | Иван Раткић                      | Хрватска                  | Није завршио | Није завршио | Није завршио             | Није завршио             | Није завршио             | Није завршио             |
|       | 47      | Јарослав Бабушак                 | Словачка                  | Није завршио | Није завршио | Није завршио             | Није завршио             | Није завршио             | Није завршио             |
|       | 50      | Кевин Естеве Ригаил              | Андора                    | Није завршио | Није завршио | Није завршио             | Није завршио             | Није завршио             | Није завршио             |
|       | 52      | Роберт Робе                      | Летонија                  | Није завршио | Није завршио | Није завршио             | Није завршио             | Није завршио             | Није завршио             |

| 1. - Резултати суперкомбинације за мушкарце ФИС, |